# Chevannes-Changy
Chevannes-Changy is een gemeente in het Franse departement Nièvre (regio Bourgogne-Franche-Comté) en telt 147 inwoners (2009). De plaats maakt deel uit van het arrondissement Clamecy.

## Geografie
De oppervlakte van Chevannes-Changy bedraagt 18,4 km², de bevolkingsdichtheid is 7,8 inwoners per km².
De onderstaande kaart toont de ligging van Chevannes-Changy met de belangrijkste infrastructuur en aangrenzende gemeenten.

## Demografie
Onderstaande figuur toont het verloop van het inwonertal (bron: INSEE-tellingen).